# Spelaeomyces
Spelaeomyces is een monotypisch geslacht van schimmels behorend tot de familie Fomitopsidaceae. Het geslacht bevat een soort namelijk Spelaeomyces heydenii.